# Lager Berg

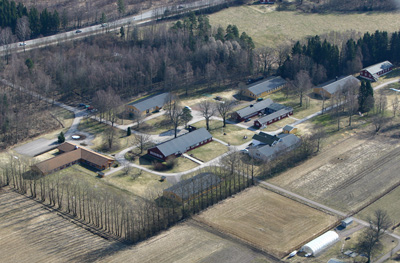
Lager Berg, 2007

Das Lager Berg war von 1942 bis zum Kriegsende 1945 ein Internierungslager der norwegischen Kollaborationsregierung in Berg bei Oslo in Norwegen. Es ging auf eine Initiative der Nasjonal Samling vom Herbst 1941 zurück und unterstand dem norwegischen NS-Polizeiverband Stapo unter Polizeiminister Jonas Lie den Lagerleitern Eivind Wallestad und Leif Lindseth. Am 28. Oktober 1942 wurden die ersten Häftlinge – 350 norwegische Juden – notdürftig in den noch nicht ganz fertiggestellten Baracken untergebracht und mussten Zwangsarbeit leisten. 280 Juden wurden am 26. November 1942 mit dem Zug nach Oslo und weiter nach Auschwitz deportiert. Danach wurden bis Kriegsende 847 politische Gegner in dem Lager gefangen gehalten.